# چزاره لوواتی

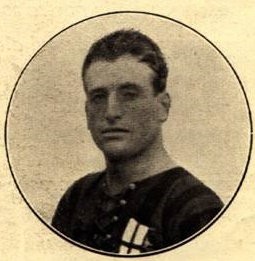
چساره لوواتی در سال ۱۹۲۲

چساره لوواتی (به ایتالیایی: Cesare Lovati) بازیکن فوتبال و اهل کشور ایتالیا است.

## تیم ملی
از سال ۱۹۲۰ میلادی عضو تیم ملی فوتبال ایتالیا بوده و در ۶ بازی ملی حضور داشته‌است. او در بازی‌های ملی‌اش گلی به ثمر نرساند.
چساره لوواتی آخرین بازی ملی خود را در سال ۱۹۲۱ میلادی انجام داد.